# Första franska republiken
Som en följd av den franska revolutionen och det därpå följande avskaffandet av monarkin, utropades den första republiken av det franska folket 22 september 1792. Det var den första större europeiska nationen på många sekler som övergick från monarki till republik och innebar det första steget i utvecklingen mot ett Europa bestående i första hand av liberala demokratier.
Den första republiken varade till 1804, då republikens förste konsul Napoleon Bonaparte utropade sig till kejsare.
Konstitutionellt kan republiken uppdelas i:
- Nationalkonventet 1792–1795
- Direktoriet 1795–1799
- Konsulatet 1799–1804

Emellertid har många enskilda händelser – septembermorden, slaget vid Valmy, skräckväldet – och viktiga grupperingar – jakobinerna, hébertisterna, haft en sådan betydelse under perioden att dessa offentliga institutioner periodvis haft en underordnad roll.